# The Swing
The Swing – czwarty album studyjny australijskiego zespołu rockowego INXS. Wydany w Australii w maju 1984 roku przez wytwórnię Warner Elektra Atlantic.

## Lista utworów
1. "Original Sin" (5:19)
2. "Melting in the Sun" (3:25)
3. "I Send a Message" (3:24)
4. "Dancing on the Jetty" (4:34)
5. "The Swing" (3:52)
6. "Johnson's Aeroplane" (3:55)
7. "Love Is (What I Say)" (3:42)
8. "Face the Change" (3:34)
9. "Burn for You" (4:59)
10. "All the Voices" (6:06)

## Single
- "Original Sin" (XII 1983)
- "I Send a Message" (III 1984)
- "Burn for You" (VII 1984)
- "Dancing on the Jetty" (X 1984)

## Teledyski
- "Original Sin"
- "I Send A Message"
- "Burn For You"
- "Dancing On The Jetty"
- "Melting In The Sun"
- "Love Is (What I Say)"
- "All The Voices"